# 梅吉
梅吉（1462年—？），字仲脩，号西野，湖广麻城县人，明朝政治人物。

## 生平
弘治八年（1495年）乙卯科湖廣鄉試第九名舉人，弘治十二年（1499年）己未科會試第六十一名，三甲进士。正德年间（1506～1521年）担任广东惠州府知府。因上陈士子冤情，忤权贵，去职而归。祀惠州名宦祠。

## 家族
曾祖梅愷；祖梅尚敏，遇例冠带；父梅玉鼎。母娄氏。重庆下。
孙梅国桢，官至宣大总督。